# Grande guerre turque
Pour les articles homonymes, voir Guerres polono-turques.
Batailles
- Vienne
- Párkány
- Vác
- Buda (1)
- Érsekújvár
- Eperjes (en)
- Kassa
- Buda (2)
- Pécs
- Mohács
- Crimée (1)
- Belgrade (1)
- Batočina (en)
- Crimée (2)
- Niš
- Zărnești
- Kačanik
- Mytilène (en)
- Belgrade (2)
- Slankamen
- Belgrade (3)
- Îles Inousses
- Chios
- Zeytinburnu
- Azov
- Lugos
- Andros (1)
- Ulaş
- Cenei (en)
- Andros (2) (en)
- Zenta
- Podhajce
- Samothrace

La grande guerre turque, guerre de la Sainte Ligue ou encore cinquième guerre austro-turque se déroula de 1683 à 1699. Elle opposa l'Empire ottoman au Saint-Empire romain germanique sous le règne des empereurs élus de la maison de Habsbourg. Le Saint-Empire fut soutenu par ses provinces : l'électorat de Bavière, l'électorat de Saxe, les cercles de Souabe et de Franconie, ainsi que par son allié la Pologne. En 1684, cette coalition anti-ottomane fut rejointe par les États pontificaux, Venise, Gênes, la Toscane, la Savoie, l'Espagne, le Portugal et prit alors le nom de Sainte-Ligue.

## Les causes de la guerre
Avec la guerre qui venait de se terminer contre la Russie, le « Grand Sultan » a désormais les mains libres contre la monarchie des Habsbourg. Il trouve un allié en la personne de Louis XIV qui désire occuper les Habsbourg à l'est pendant qu'il annexe des territoires à l'ouest (politique des Réunions). Léopold Ier a fort à faire avec la Hongrie royale qui comprend une forte minorité protestante. Alors que Léopold Ier est prêt à faire des concessions aux protestants, Louis XIV pousse le comte Imre Thököly, chef des insurgés hongrois, à durcir ses exigences, afin d'empêcher toute réconciliation. Dans le même temps, le roi de France fait savoir par l'intermédiaire de son ambassadeur à Constantinople, Guilleragues, que son royaume observerait une stricte neutralité en cas de conflit entre la Sublime Porte et la monarchie des Habsbourg. Le Sultan commence par soutenir les révoltés hongrois.
À Vienne, la diplomatie de l'empereur est plus occupée à nouer des alliances contre la France afin que cesse sa politique des Réunions. La diplomatie pontificale joue un rôle essentiel pour orienter les énergies contre l'Empire ottoman. Elle permet notamment l'alliance avec le roi de Pologne, Jan Sobieski. Cette dernière est signée le 31 mars 1682. L'empereur fournirait une armée de 60 000 hommes tandis que le roi de Pologne fournirait une armée de 40 000 hommes qui resterait sous son commandement. Convaincre Venise est moins difficile car la République craint une offensive turque sur la Dalmatie, et ce malgré le traité signé en 1669.
À l'automne 1682, la guerre paraît inévitable. Le sultan Mehmed IV ne souhaite pas renouveler la paix de Vasvár et revendique des territoires en Hongrie royale. En août 1682, le sultan prend la décision de la guerre contre Léopold Ier. L'armée doit se rassembler à Belgrade en mai de l'année suivante. Les Habsbourg multiplient alors les efforts pour constituer une coalition. Louis XIV adopte une attitude de stricte neutralité et interdit à ses officiers d'aller aider l'empereur. Le prince de Savoie Eugène de Savoie-Carignan déroge à cette règle et passe dans le camp impérial.
L'armée ottomane compte 110 000 hommes auxquels il faut rajouter 20 000 Tatars de Crimée, 6 000 hommes du prince de Transylvanie, 6 000 hommes des voïvodes de Valachie et Moldavie et 6 000 cavaliers Kuruc. Contre cette armée de 150 000 hommes, la monarchie de Habsbourg ne peut aligner que 70 000 hommes. Elle peut compter sur la contribution militaire du Saint-Empire estimée à 40 000 hommes et sur l'armée polonaise.
En 1686, lors des opérations devant aboutir à la reconquête de Buda, la coalition chrétienne met en ligne une armée de 52 000 soldats expérimentés et commandés par des chefs capables, mais divisés sur des questions de préséance.

## Opérations militaires

### Le siège et la délivrance de Vienne par Jan III Sobieski

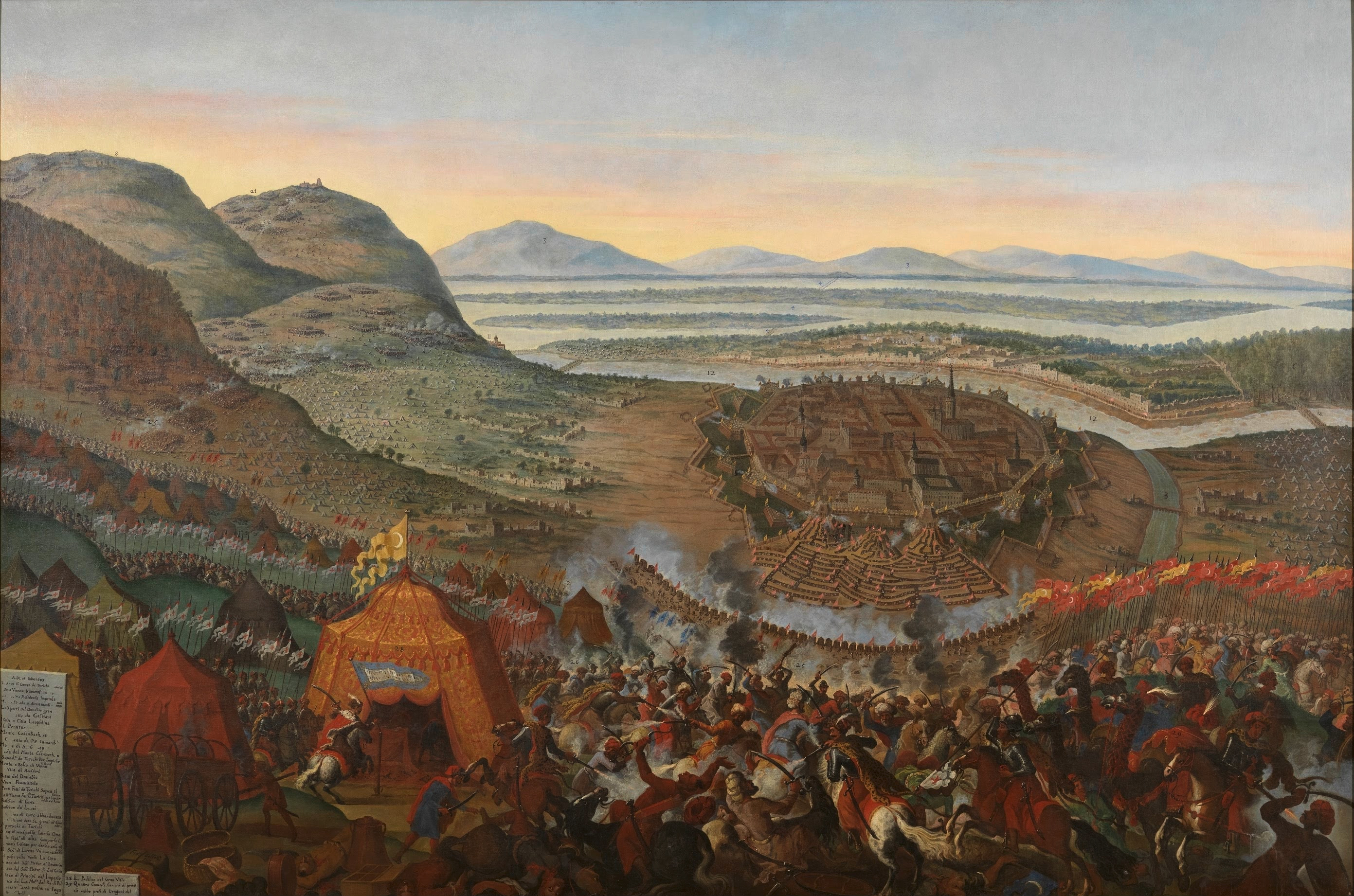
Siège de Vienne par les Ottomans (1683), par.

Le 14 mai 1683, Kara Mustafa est nommé commandant en chef de l'armée ottomane. Après avoir été passée en revue à Belgrade par le Sultan, elle fait route vers la Hongrie. Elle est bientôt rejointe par Imre Thököly. L'objectif initial de cette armée est la prise des forteresses de Raab/Györ et Komárom mais Mustafa annonce à son conseil son intention de prendre Vienne.

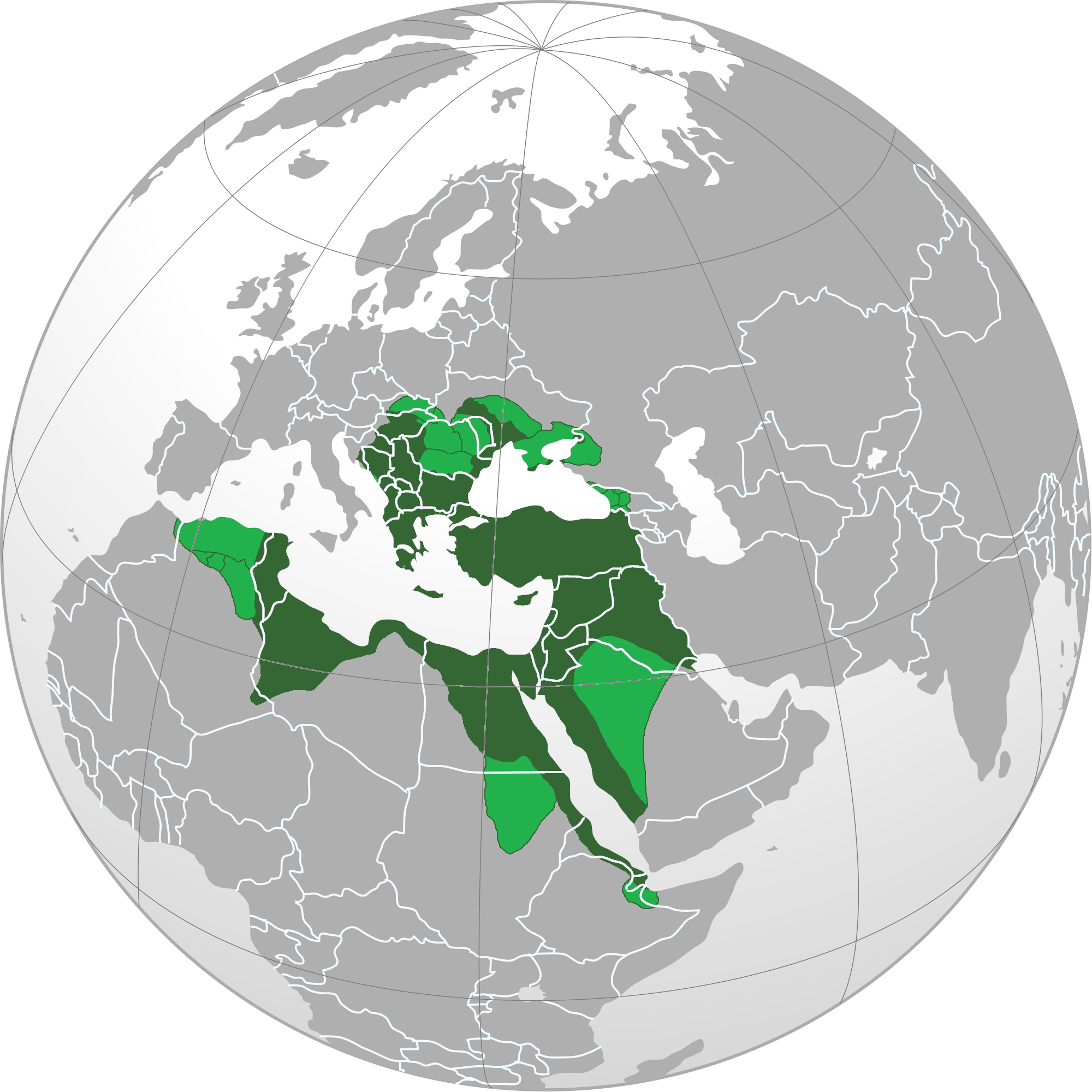
Frontières de l'empire Ottoman en 1683. L'empire contrôle la quasi-totalité de la Hongrie.

Le 29 juin la frontière entre les deux Empires est franchie et le gros de l'armée ottomane plus de 150 000 hommes se dirige sur la capitale autrichienne. L'armée impériale, commandée par le duc Charles V de Lorraine, beau-frère de l'Empereur Leopold et mari de l'ex-reine de Pologne Eléonore d'Autriche, est chargée de freiner l'avance des Ottomans mais il est battu le 2 juillet. Le 7 juillet, Léopold Ier et sa Cour quittent la capitale pour Linz avant de s'enfuir jusqu'à Passau. Avant de partir, l'Empereur avait confié la défense de la ville au maréchal de camp Ernst Rüdiger comte von Starhemberg. Le 14 juillet les Ottomans arrivent devant Vienne.
Pendant que le général autrichien Starhemberg organise la défense de la ville avec l'aide du bourgmestre Liebenberg, Kara Mustafa répartit ses troupes à l'ouest de la ville et entreprend d'attaquer par le sud-ouest. Des tranchées sont creusées afin d'atteindre le pied de la muraille et l'artillerie ottomane bombarde la ville. Pendant ce temps, Charles de Lorraine n'ose pas franchir le fleuve pour délivrer la ville, il attend les renforts promis par les Princes d'Empire (les Électeurs de Bavière et de Saxe), ainsi que son allié Polonais.
En septembre, la ville assiégée depuis le 14 juillet est à court de vivres et prête à tomber.
Mais les renforts tant attendus arrivent. Le 3 septembre, le roi de Pologne Jan III Sobieski prend le commandement de l'armée coalisée qui compte 75 000 hommes et impose sa stratégie. Il fait traverser le Danube à son armée, et s'installe sur les hauteurs de Kahlenberg et Léopoldsberg qui dominent la capitale. C'est là qu'il fait hisser ses pièces d'artillerie. Kara Mustafa est alors contraint de poursuivre le siège tout en contenant l'armée de secours.
Le 12 septembre 1683 s'engage la bataille de Vienne. La charge décisive des lourds hussards polonais balaye tout sur son passage et fait irruption jusqu'à dans le camp du Grand Vizir. Kara Mustafa s'enfuit sur un cheval de fortune. Vienne est libérée. Le roi Jan Sobieski y entre le lendemain au milieu d'une population en liesse. Les pertes sont très lourdes côté turc (15 000 contre dix fois moins pour la coalition chrétienne) . La bataille marque un coup d'arrêt pour les Ottomans au même titre que Lépante un siècle plus tôt.
Vexé de ce que le roi de Pologne soit entré avant lui dans sa capitale, l'empereur Léopold se comporte d'une façon insultante lors de leur rencontre le 14 septembre à Schwechat. Les alliés hésitent à poursuivre les Turcs dont les troupes restent importantes. Le roi de Pologne se lance et remporte une nouvelle victoire des Polonais et des Impériaux à Parkany/Štúrovo le 9 octobre, ce qui met fin à la campagne. Avec le soutien de Charles V de Lorraine, Jan III Sobieski prend encore Esztergom le 25 octobre. Il bat encore les Turcs le 1er novembre puis l'armée polonaise se replie.
Kara Mustafa est étranglé sur ordre du Sultan le 25 décembre. L'empereur est tenté de négocier afin de reprendre la lutte à l'ouest mais son entourage et le pape le poussent à exploiter sa victoire et à écarter toute menace ottomane.

### La contre-offensive des Impériaux
En 1684 se constitue la Sainte-ligue avec le pape, l'empereur, la république de Venise, les Hospitaliers et la Toscane. Louis XIV refuse une nouvelle fois d'y participer. L'armée impériale lance l'offensive sur la Hongrie alors que les Hongrois se rallient à Léopold Ier. Pest tombe mais Buda reste aux mains des Turcs.
Charles de Lorraine échoue lors du premier siège de Buda (juin à octobre 1684) qui lui coûte entre 10 000 et 28 000 morts. La campagne de 1685 est destinée à préparer la conquête de la capitale hongroise dans de meilleures conditions. Avec les contingents des autres États du Saint-Empire, l'armée de la Sainte-Ligue peut aligner 75 000 hommes dont 40 000 des États héréditaires autrichiens, 10 000 de Lunebourg, 8 000 de Franconie, 8 000 de Bavière, 3 000 de Hesse et 6 000 de Cologne. La prise de Neuhaeusel (Ersékujvar, Nové Zámky) sur la rive gauche du Danube en août 1685, facilite l'approche vers Buda. Le sérasker ottoman Cheytan Ibrahim Pacha, qui avait tenté de négocier avec les Impériaux, est condamné pour trahison et décapité en décembre 1685,.
Le 2 septembre 1686, à l'issue d'une campagne minutieuse préparée par les succès de l'année précédente, Charles de Lorraine s'empare de Buda après avoir mis le siège devant la ville, dont la population est en partie massacrée par les troupes coalisées.
Dans le même temps, la flotte vénitienne harcèle les côtes turques, mal défendues. Les Vénitiens passent à l'offensive en Méditerranée orientale, s'emparent de Lépante et des Petites Dardanelles le 24 juillet 1687, de la Morée et de Corinthe le 9 août 1687 et enfin d'Athènes le 25 septembre.
En 1687, les Turcs lancent une contre-offensive en Hongrie mais ils sont battus à la bataille de Mohács le 12 août. En dépit de ce retour, l'exploitation de la victoire de Buda se prolonge : les villes hongroises tombent les unes après les autres, ouvrant la route de Belgrade, conquise le 8 septembre 1688.
En Russie, la régente Sophie Alexeïevna décide d'intervenir aux côtés des Impériaux mais les deux expéditions contre le khanat de Crimée, en 1687 et 1688, sont des échecs ; elle est renversée par son demi-frère Pierre Alexeïevitch (Pierre le Grand) en septembre 1689, ce qui gèle provisoirement les opérations de la guerre russo-turque.
Maximilien-Emmanuel de Bavière remplace Charles de Lorraine, malade, et lance une troupe de 13 000 soldats en direction de la Transylvanie. Il occupe Kolozsvar/Cluj et contraint le prince Apaffy à signer un traité par lequel il reconnaît la souveraineté de l'empereur et lui verse tribut en échange de quoi il se voit reconnaître sa propre sécurité, les privilèges de la Transylvanie et la liberté religieuse. Le 9 mai 1688 est signé le traité d'Hermannstadt/Sibiu entre l'électeur de Bavière et le prince de Transylvanie par lequel la Transylvanie devient un protectorat de la maison d'Autriche. Seules les villes d'Eger et Albe royale restent aux mains des Turcs.
Maximilien-Emmanuel de Wittelsbach s'empare, lors du siège de Belgrade, de la ville blanche, avec l'aide du chef de guerre serbe Jovan Monasterlija. Dans le même temps se réunit la diète de Presbourg où les Hongrois acceptent de reconnaître Joseph, fils aîné de Léopold comme roi héréditaire de Hongrie. L'offensive des armées impériales sur les possessions ottomanes en Europe provoque une grave crise politique à Constantinople. La Sublime Porte est contrainte de demander la paix mais les Habsbourg refusent. Les troupes impériales poussent leur avantage et pénètrent en Bosnie, remontent la vallée de la Morava jusqu'à Niš. Une révolte serbe permet aux Impériaux d'occuper Vidin, Skopje et Prizren en 1689. Les Impériaux vont même jusqu'en Valachie et négocient avec les boyards le passage de la suzeraineté ottomane à celle de l'empereur germanique.

### Dernières opérations
Cependant, le début de la guerre de la Ligue d'Augsbourg contre la France détourne vers l'ouest les forces des Impériaux. Le grand vizir Fazıl Mustafa Köprülü mène une contre-offensive en Hongrie avec l'aide de Imre Thököly. Ce dernier, après avoir battu les Impériaux à la bataille de Zărnești le 21 août 1690, obtient de la Diète de Hongrie, avec l'appui du sultan, le titre de prince de Transylvanie. Les Turcs reprennent Niš puis Belgrade le 14 octobre 1690. Les Impériaux se ressaisissent et battent les Turcs à la bataille de Slankamen le 19 août 1691. Mustafa Köprülü trouve la mort dans la bataille. Cette victoire ne leur permet tout de même pas de reprendre Belgrade. Les Turcs y consolident leurs fortifications. Le Danube devient la frontière entre les deux empires. Dans le même temps, les Turcs mettent en échec toutes les tentatives vénitiennes de récupérer la Crète et Chios.
Entre 1684 et 1691, Jean III Sobieski lance deux offensives infructueuses contre la Moldavie (en), vassale des Ottomans.
À partir de 1695, le sultan Moustapha II (1695-1703) relance l'offensive sur le front des Balkans mais l'empereur dépêche Eugène de Savoie sur le front danubien et obtient l'appui inespéré du tsar de Russie, Pierre le Grand, qui entreprend les campagnes d'Azov (1695-1696) et s'empare de la ville avec l'aide d'ingénieurs envoyés par Léopold.
L'année 1697 est consacrée à une campagne en Hongrie, menée par Eugène de Savoie, envoyé dans le royaume de Saint-Étienne sur sa demande. La campagne débute au printemps 1697 après plusieurs mois de préparation minutieuse : une attaque est prévue contre Bihać, mais échoue définitivement le 7 juillet 1697.
Le 11 septembre 1697, Eugène de Savoie remporte une victoire majeure lors de la bataille de Zenta sur des unités turques inexpérimentées. Cette bataille coûte la vie au grand vizir Elmas Mehmed Pacha, assassiné par les janissaires, et ouvre la Bosnie aux troupes impériales. Elle n'est pourtant pas suivie d'opérations de grande ampleur en raison de l'épuisement des troupes chrétiennes, et son exploitation se limite à deux raids tactiques en Bosnie et sur le Danube, au cours desquels les villes de Sarajevo et Pančevo sont incendiées. Le nouveau grand vizir Köprülü Hüseyin Pacha demande la paix. Cette paix est également désirée par Léopold dans la mesure où la succession d'Espagne approche.

## Le traité de Karlowitz

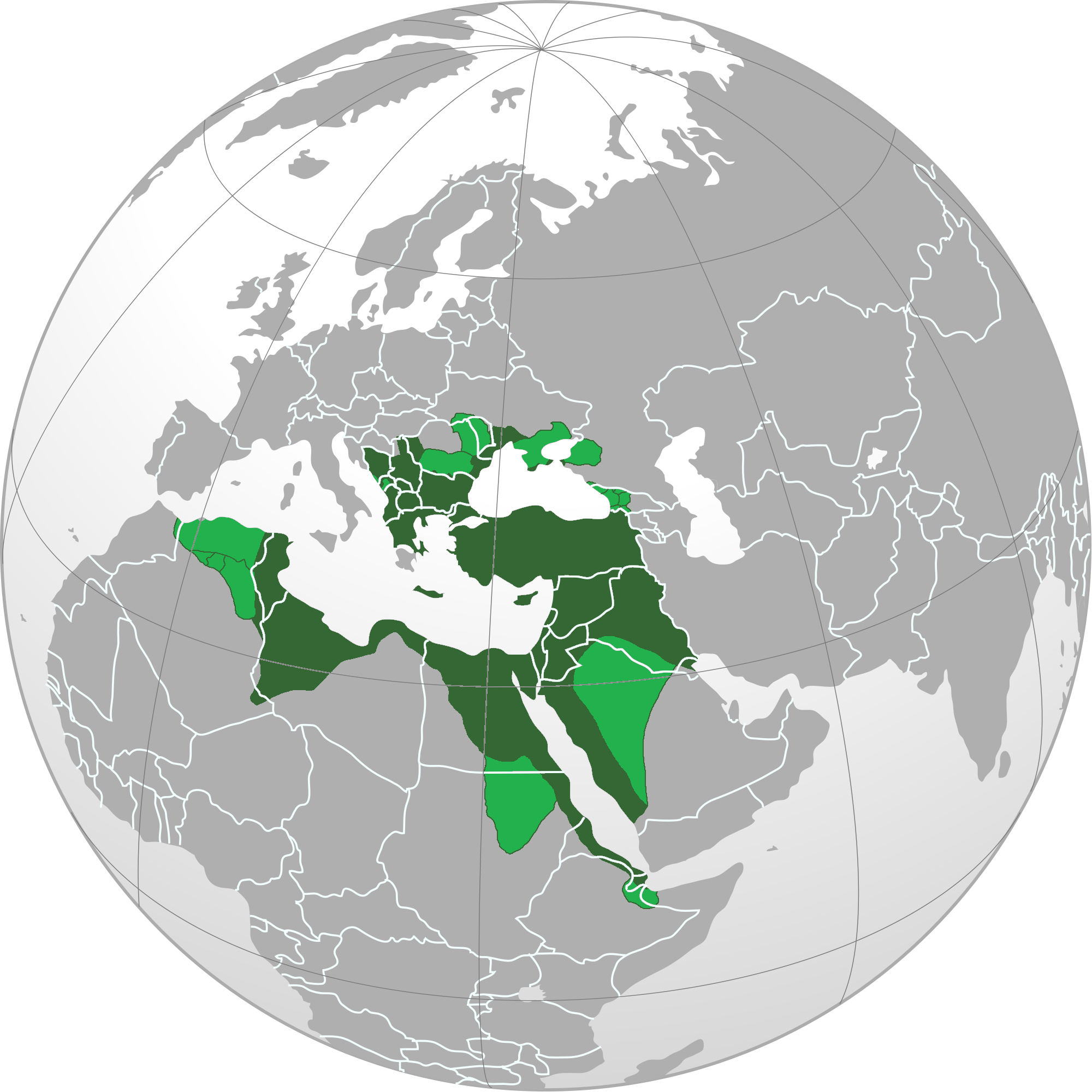
Frontières de l'empire Ottoman en 1700 après la signature du traité de Karlowitz (1699) et le traité de Constantinople (1700). L'empire perd la quasi-totalité de la Hongrie, la Podolie, Azov ainsi que la Morée.

Durant une campagne de 1698 destinée à affirmer la prépondérance du Saint-Empire romain germanique face aux Ottomans, les négociateurs des parties en présence se retrouvent à partir du mois de mars 1698, afin de fixer les conditions de la défaite ottomane.
Le 26 janvier 1699 est signé le traité de Karlowitz entre les Habsbourg, Venise, la Pologne et l'Empire ottoman, après plus de dix années durant lesquelles les membres de la Sainte-Ligue, et les Ottomans, encouragés par la France, refusent de négocier une paix de compromis.

### Clauses territoriales
Les Habsbourg annexent à leurs possessions la Hongrie et la Transylvanie tandis que le banat de Timișoara reste à l'Empire ottoman. L'empereur reconnaît le pluralisme confessionnel en Transylvanie. La république de Venise conserve la Morée, Corinthe, l'île de Sainte-Maure ainsi que des places en Dalmatie et en Bosnie. La Pologne récupère la Podolie perdue en 1672. Le sultan confirme la liberté de culte à ses sujets catholiques et permet aux marchands du Saint-Empire de commercer librement dans l'Empire ottoman.

### Conséquences diplomatiques
Pour la première fois, le sultan ottoman s’intègre dans les règles de la diplomatie européenne, traitant d'égal à égal avec les souverains chrétiens. Le sultan signe également la paix avec la Russie au traité de Constantinople le 15 juillet 1700. Il perd définitivement Azov et reconnaît la suzeraineté russe sur les Cosaques zaporogues. La Sublime Porte promet d'interdire aux Tatars de nouvelles razzias. Les Ottomans reprendront la Morée durant la Guerre vénéto-austro-ottomane.